# Brevius omne tanto quanto felicius tempus
 Brevius omne tanto quanto felicius tempus лат. (изговор:бревијус омне танто кванто фелицијус темпус). Свако је вријеме утолико краће уколико је срећније. (Плиније)

## Поријекло изреке
Изрекао Плиније Старији, (лат. Gaius Plinius Secundus Maior)  римски писац и научник у првом вијеку н. е.

## Значење
И највећа срећа се увијек чини прекратком и што је већа то  краће траје - индиректна пропорционалност; за разлику од туге  која је  предуга и недјељива са другима и увијек оставља неизбрисив траг и у "физичком и у менталном човјеку", и увијек је директно пропорционална.